# NGC 2111
NGC 2111 je otvoreni skup u zviježđu Stolu. 

## Vanjske poveznice
- SEDS: NGC 2111